# 阿斯拜爾塔
阿斯拜爾塔（Aspire Tower，也稱：the Torch）是一座高300公尺且坐落於卡達杜哈杜哈體育城的一座高塔。該建築為2006年亞洲運動會的聖火塔，又被稱為哈里發體育大樓或杜哈奧林匹克大廈，在2007年落成後成為卡達國內最高建築物。

## 總覽
阿爾發塔在2006年亞運時為標誌型建築，主要為其座落地點靠近於主會場哈利法國際體育場。在2006年亞運期間，該塔為聖火放置地點，並且同時成為世界上在運會期間最高的聖火放置地點，以及世界上最高的聖火放置建築物。該建築設計主要採用混凝土芯當做主要支撐，其餘鋼骨建築結構由混凝土芯延伸出來，建築外牆由一層鋼絲網外蓋在其上，並以LED燈當裝飾，在過節日時，其LED燈會打開並點綴整個建築物。